# Reinhart Behr
Reinhart Behr (født 4. oktober 1928 i Hamborg, død 15. december 2003 i Ulbølle Sogn på Fyn) var en tysk lærer, matematiker, fysiker, politiker og forfatter.

## Hans liv
Reinhart Behr boede fra 1930 til 1988 i Berlin. Han blev student fra Schadow-gymnasiet i Zehlendorf/Berlin og studerede fagene matematik og fysik, først på Humboldt Universitetet i Østberlin og senere på det Frie Universitet i Vestberlin. 1953 bestod han første statseksamen og underviste derpå et år ved Goethe-gymnasiet i Lichterfelde/Berlin og derefter ved Beethoven-gymnasiet i Lankwitz/Berlin, hvor han virkede som leder af fagområdet matematik indtil sin pensionering i 1988. Derpå flyttede han til Egebjerg Kommune på Fyn sammen med sin danskfødte kone.

## Hans virke
I 1953 meldte Reinhart Behr sig ind i lærernes fagforening GEW (Gewerkschaft Erziehung Wissenschaft). Han engagerede sig med alle demokratiske midler i kampen mod den fra hans synspunkt uretfærdige Berufsverbot-politik og gik ligeledes ind i freds- og anti-atombevægelsen og i kampen mod de fascistiske tendenser. Kort før sin død blev han æret og modtog guldnålen fra GEW for sit 50-årige medlemskab.
I 70’erne medvirkede Reinhart Behr ved udarbejdelsen af curricula og undervisningsmaterialer for de erhvervsorienterede gymnasier, der var ved at blive oprettet i Berlin.
Reinhart Behr var allerede som lærer politisk aktiv. Han var medlem af Den Alternative Liste (AL) og sad som medlem i Berlins parlament fra 1983 til 1985.
Som pensioneret lærer i Danmark skrev han flere populærvidenskabelige bøger og artikler om matematik og astronomi. Han var medlem af Ernst-Bloch-Gesellschaft.
Også i Danmark var han politisk aktiv på venstrefløjen og medlem af Enhedslisten. Han skrev debatindlæg og holdt foredrag og taler, om tyske politiske forhold før og nu og om naturvidenskabelige emner.

## Publikationer (tysk)
- Oh, dieses Dänisch! – Eine heitere und unterhaltsame Betrachtung zur Sprache unserer Nachbarn. Welver, Stein, 5. Auflage (2007), ISBN 978-3-86686-901-1.
- Oh, dieses Chinesisch! – So schreibt ein Fünftel der Menschheit. Redaktion: Rotraut Bieg-Brenzel, Conrad Stein, 1. Auflage (2005), ISBN 978-3-89392-409-7.
- Am Anfang steht ein Blick zum Mond – Die Entdeckung unserer Stellung im Weltraum. Books on Demand GmbH (2000), ISBN 3-8311-0251-1.
- Fraktale, Formen aus Mathematik und Natur. Stuttgart, Klett-Schulbuchverlag, 1. Auflage (1993), ISBN 3-12-722420-6.
- Ein Weg zur fraktalen Geometrie. Stuttgart, Klett-Schulbuchverlag, 1. Auflage (1989), ISBN 3-12-722410-9.
- Dokumentation der Äußerung und ihrer Behandlung im Abgeordnetenhaus "Wer Kinder als Demonstrationsobjekte der Politik benutzt, macht sich des Vorwurfs des Faschismus schuldig", Schulsenatorin Laurien. Herausgeber, Berlin, Alternative Liste (1983)